# Мирошниченко, Павел Петрович (генерал-майор)
Павел Петрович Мирошниченко (март 1903 года, с. Жирковка, Золотоношский уезд, Полтавская губерния — 20 июля 1942 года) — советский военный деятель, генерал-майор (30 мая 1942 года).

## Начальная биография
Павел Петрович Мирошниченко родился в марте 1903 года в селе Жирковка ныне Машевского района Полтавской области Украины.
Работал на Полтавском мыловаренном заводе, а с мая 1921 года — ремонтным рабочим на станции Полтава.

## Военная служба

### Довоенное время
В сентябре 1923 года призван в ряды РККА, после чего учился в военно-инженерной и артиллерийской школах, не окончив которые, был демобилизован, работал ремонтным рабочим на 2-й воздухобазе в Полтаве.
В ноябре 1925 года П. П. Мирошниченко повторно призван в РККА и направлен в 73-й Пугачёвский стрелковый полк в составе 25-й Чапаевской стрелковой дивизии (Украинский военный округ), где после окончания полковой школы с декабря 1927 года служил командиром отделения и взвода.
В марте 1930 года переведён в конвойные войска ОГПУ, где назначен на должность командира взвода в составе 8-й отдельной конвойной роты в Фрунзе, в декабре 1931 года — на должность командира взвода школы младшего начсостава 3-й отдельной конвойной бригады войск ОГПУ Среднеазиатского округа, в январе 1933 года — на должность командира роты в 3-м конвойном батальоне в Ташкенте, в январе 1935 года — на должность командира дивизиона 232-го конвойного полка в Самарканде, а в ноябре 1937 года — на должность начальника штаба 132-го отдельного конвойного батальона в Ташкенте.
В ноябре 1938 года Мирошниченко направлен на учёбу в Военную академию имени М. В. Фрунзе, после окончания которой в мае 1939 года назначен начальником штаба 17-й отдельной бригады войск НКВД, а в сентябре того же года переведён на должность начальника секретариата заместителя наркома внутренних дел СССР по войскам.

### Великая Отечественная война
С началом войны полковник П. П. Мирошниченко назначен на должность заместителя начальника штаба 29-й армии, формировавшейся в Московском военном округе. 29-я армия с 15 июля 1941 года выполняла задачи по подготовке оборонительного рубежа Старая Русса, Демянск, Осташков, Селижарово, а с 21 июля вела боевые действия южнее города Торопец в ходе Смоленского сражения. 16 августа Мирошниченко назначен командиром 243-й стрелковой дивизией в составе той же 29-й армии, а 23 сентября — на должность начальника отдела боевой подготовки 29-й армии, которая в этот период вела оборонительные боевые действия и к 10 октября заняла рубеж левом берегу Волги на участке Ржев, Старица.
14 ноября 1941 года назначен на должность командира 174-й стрелковой дивизии, которая вела оборонительные боевые действия в ходе Калининской оборонительной и наступательной операций. В ходе последней операции полковник П. П. Мирошниченко переведён на должность начальника штаба 39-й армии, которая в январе 1942 года вела наступательные боевые действия на сычёвском направлении в ходе Ржевско-Вяземской стратегической наступательной операции, тем самым выйдя к железной дороге Вязьма — Смоленск севернее Ярцево. В феврале противник из районов Ржева и Оленино нанёс встречные удары, тем самым перерезав узкий коридор обороны 39-й армии западнее Ржева, а в июле полностью окружил силы армии. В ходе боевых действий 39-й армии по выходу из окружения генерал-майор Павел Петрович Мирошниченко 20 июля 1942 года погиб. Похоронен в Твери.

## Награды
- Орден Отечественной войны 1 степени (06.05.1965, посмертно);
- Орден «Знак Почёта» (1940);
- Медаль «За трудовую доблесть» (1940).